# Julius Kowalczik
Julius Kowalczik (Mährisch-Ostrau, 1885 – ?) az Osztrák–Magyar Monarchia öt légi győzelmet arató ászpilótáinak egyike volt az első világháborúban.

## Élete
Julius Kowalczik 1885-ben született a csehországi Märisch-Ostrauban. A világháború kitörésekor, 1914 nyarán behívták katonai szolgálatra. Egy évvel később, 1915 második felében csatlakozott a Léghajós részleghez; pilótaigazolványát 1916. február 16-án kapta kézhez. Márciusban az olasz fronton harcoló 15. repülőszázadhoz küldték, de májusban áthelyezték a Pergine repterén állomásozó 24. repülőszázadhoz. Nem sokkal ezután előléptették szakaszvezetővé.
1916. október 14-én szerezte első légi győzelmét, amikor kétüléses felderítő gépével egy másik osztrák-magyar repülő segítségével a repülőterük közelében lelőtt egy olasz Farmant. 1917. március 18-án Viktor Breutenfelder megfigyelőtiszttel együtt előbb egy Farman felderítőt, majd még ugyanazon a napon, Grigno közelében egy Voisin típusú repülőt kényszerítettek földre.
1917 tavaszán részt vett egy bécsújhelyi vadászrepülő-tanfolyamon, majd visszatért századához. Június 10-én már vadászpilótaként lőtt le egy olasz Caproni bombázót. Kilenc nap múlva, június 19-én megszerezte ötödik győzelmét, amikor Cima Maora fölött legyőzött egy kétüléses Caudront.
1917. július 10-én törzsőrmesterré, december 20-án pedig tiszthelyettessé léptették elő. 1918 januárjában áthelyezték a pótkerethez és a háború végéig az újonc pilótákat oktatta. További sorsa vagy halálának időpontja nem ismert.

### Kitüntetései
- Arany Vitézségi Érem (kétszer)
- Ezüst Vitézségi érem I. osztály
- Ezüst Vitézségi Érem II. osztály (kétszer)

### Győzelmei
| Sorszám | Dátum             | Egység           | Repülőgép             | Ellenfél |
| ------- | ----------------- | ---------------- | --------------------- | -------- |
| 1       | 1916. október 14. | 24. repülőszázad | Hansa-Brandenburg C.I | Farman   |
| 2       | 1917. március 18. | 24. repülőszázad | Hansa-Brandenburg C.I | Farman   |
| 3       | 1917. március 18. | 24. repülőszázad | Hansa-Brandenburg C.I | Voisin   |
| 4       | 1917. június 10.  | 24. repülőszázad | Hansa-Brandenburg C.I | Caproni  |
| 5       | 1917. június 19.  | 24. repülőszázad | Albatros D.II         | Caudron  |